# Mollie Burke

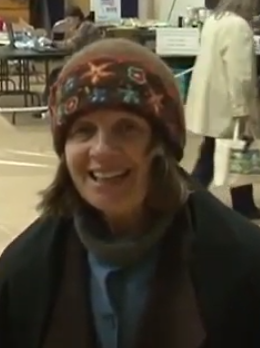
Imagem de Mollie Burke.

Mollie Burke é uma política americana que serve na Câmara dos Representantes de Vermont desde 2008.